# أكسينيت
الأكسينيت (Axinite):
التركيب البللوري : الميول الثلاثي
المكونات :مركبات بور وسيليكات .
درجة الصلابة :7
الجاذبية النوعية :3.28
معامل الانكسار: 1.67 – 1.70
الانكسار المزدوج :0.011
اللمعان : زجاجي
يستمد اسمه من بللوراته ذات الحافة التي تشبه رأس الفأس وعلى الرغم من جاذبيته وصلابته إلا أن بللوراته يتم قطعها فقط للهواة بسبب سرعة انكسارها . وأكثر الألوان شيوعًا فيه هو البني إلا أن منه اللون الأصفر العسلي ونوعيات أخرى ذات لون أرجواني خوخي . الأوكسينيت المتواجد في تنزانيا ندار ولونه أزرق .
•	تواجده : يتواجد الأكسنيت في شقوق الجرانيت والصخور المتحولة فنجده في نيوجيرسي بالولايات المتحدة حيث تنتشر بللوراته ذات اللون الأصفر العسلي الجذاب . كما يوجد في المكسيك وكورنوول بإنجلترا وفرنسا وحصوات الأحجار الكريمة في سريلانكا .

## معرض صور

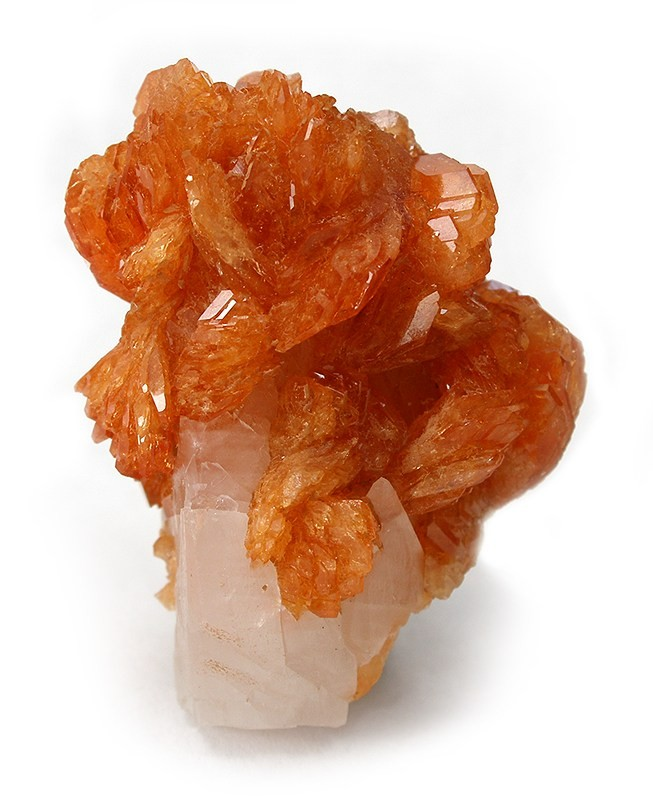
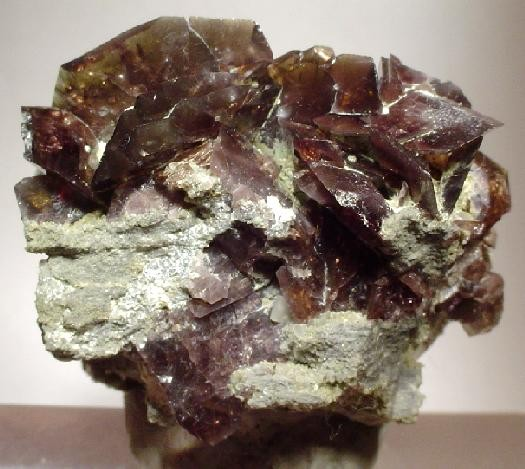
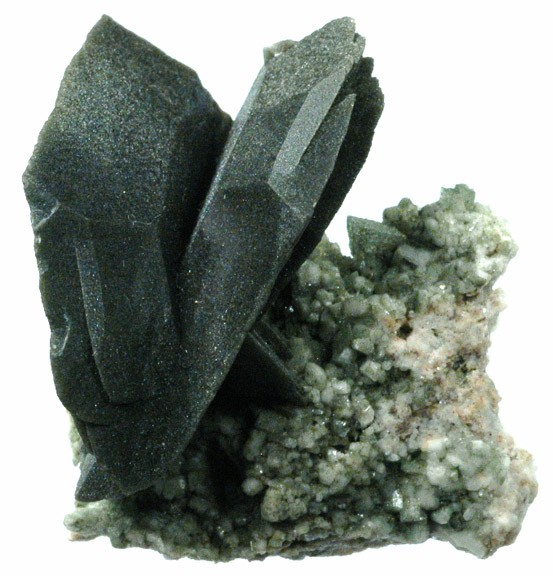
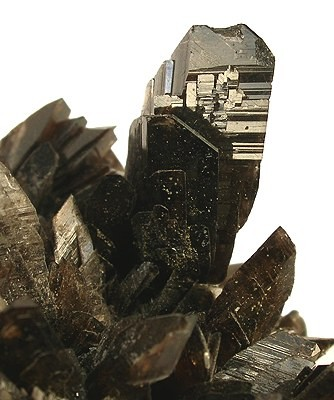